# Strajk generalny w Wielkiej Brytanii w 1926
Strajk generalny w Wielkiej Brytanii w 1926 r. – pierwszy i jedynym strajk generalny w historii Wielkiej Brytanii. Trwał dziewięć dni – od 3 do 12 maja – i objął około 1,7 miliona pracowników, głównie z sektorów przemysłowych. Jego bezpośrednią przyczyną była solidarnościowa odpowiedź związków zawodowych na pogarszające się warunki pracy i płacy w przemyśle węglowym.

## Tło
Po I wojnie światowej brytyjska gospodarka znajdowała się w kryzysie. Szczególnie ucierpiał przemysł węglowy, który podczas wojny eksploatował swoje zasoby w intensywnym tempie, co doprowadziło do wyczerpania najbogatszych złóż. Dodatkowo, spadające eksporty, rosnące bezrobocie oraz brak modernizacji kopalń sprawiły, że sektor ten zaczął przegrywać konkurencję z krajami takimi jak Niemcy, Polska czy Stany Zjednoczone, które wprowadzały nowoczesne rozwiązania technologiczne.
Sytuację pogorszyła decyzja ówczesnego kanclerza skarbu Winstona Churchilla o przywróceniu parytetu złota w 1925 r. Umocnienie funta sprawiło, że eksport stał się mniej konkurencyjny, co uderzyło w branże nastawione na sprzedaż zagraniczną, w tym w górnictwo.

### Przyczyny strajku
W obliczu pogarszającej się rentowności kopalń właściciele zakładów postanowili obniżyć wynagrodzenia górników i wydłużyć czas pracy. Płace w ciągu siedmiu lat spadły z 6 funtów do 3,90 funtów tygodniowo. Hasłem protestujących stało się hasło: „Not a penny off the pay, not a minute on the day” („Ani pensa mniej, ani minuty więcej”).
W odpowiedzi na rosnące napięcia, rząd premiera Stanleya Baldwina ustanowił subsydia dla górników i powołał Komisję Królewską pod przewodnictwem Herberta Samuela. Jej raport, opublikowany w marcu 1926, rekomendował m.in. reorganizację przemysłu oraz obniżkę płac górników o 13,5% i zakończenie subsydiowania ich wynagrodzeń. Te rekomendacje zostały przyjęte przez rząd i stanowiły bezpośredni impuls do strajku.

## Przebieg
1 maja właściciele kopalń ogłosili lokaut, a 3 maja Kongres Związków Zawodowych (TUC) ogłosił ogólnokrajowy strajk solidarnościowy. Do protestu dołączyli m.in. kolejarze, pracownicy transportu, drukarze, dokowcy oraz robotnicy przemysłu stalowego. Już drugiego dnia liczba strajkujących przekroczyła 1,5 miliona.
Rząd wprowadził Emergency Powers Act, aby zapewnić funkcjonowanie podstawowych usług. Do ochrony infrastruktury i przewozów przystąpili żołnierze i ochotnicy, a tabloidowa prasa rządowa (m.in. „The British Gazette”, redagowana przez Churchilla) potępiała strajk jako akt wywrotowy. Równolegle TUC wydawał własną gazetę, starając się przedstawić racje pracowników.
Z czasem kierownictwo TUC zaczęło tracić kontrolę nad lokalnymi komitetami strajkowymi, a obawy przed eskalacją przemocy i możliwością represji ze strony państwa – tym bardziej że rząd zakwestionował legalność strajku – sprawiły, że TUC rozpoczął nieoficjalne rozmowy z Herbertem Samuelem. Choć nie pełnił on już funkcji rządowej, był pośrednikiem między TUC a premierem.
12 maja TUC ogłosił zakończenie strajku bez porozumienia z Miners’ Federation of Great Britain (MFGB), co wywołało poczucie zdrady wśród górników. Rząd obiecał, że nikt nie zostanie represjonowany za udział w proteście, jednak wielu pracowników zostało zwolnionych, a górnicy kontynuowali protesty aż do listopada – bez sukcesu.

## Skutki
Strajk generalny zakończył się niepowodzeniem związków zawodowych. Kongres TUC stracił pół miliona członków i znacznie osłabił swoją pozycję. W 1927 rząd wprowadził Trade Disputes and Trade Unions Act, który zakazał strajków solidarnościowych i masowych pikiet – ustawa ta obowiązywała aż do końca lat 40. XX wieku.